# نورودوم سيهانوك
نورودوم سيهانوك (بالخميرية: នរោត្តម សីហនុ)؛ (31 أكتوبر 1922 - 15 أكتوبر 2012)، سياسي كمبودي، ملك كمبوديا في الفترتين 1941–1955 و 1993–2004، رئيس الوزراء لفترات متعددة والحاكم الفعلي للبلد في 1953–1970. بعد أن تخلى عن العرش لصالح ابنه الأصغر نورودوم سيهاموني مُنح لقب الملك الأب لكمبوديا حافظ بموجبه على الكثير من مسؤولياته السابقة بصفته ملكاً دستورياً.
شغل مناصب عديدة منذ سنة 1941 حتى دخل موسوعة غينيس للأرقام القياسية بصفته ملكاً شغل أكبر عدد من المناصب السياسية.

## النشأة
تلقى تعليمه الابتدائي في مدرسة بنوم بنه الابتدائية. وتابع دراسته الثانوية في سايغون (الآن مدينة هو تشي منه) والفيتنام في «الليسيه Chasseloup Laubat» حتى تخرجه ثم التحق بعدها بمدرسة العسكرية في ساومور، فرنسا. عندما توفي جده لأمه الملك سيسواث مونيفونج في 23 نيسان 1941 اختار المجلس ولي العهد ملك كمبوديا. في ذلك الوقت، كانت كمبوديا جزءا من الاستعمار الفرنسي. تم تتويجه في سبتمبر 1941. وفي مارس 1945، خلعة إمبراطورية اليابان الإستعمار الفرنسية واستطاعت السيطرة عليها. تحت ضغط من اليابانية، أعلنا سيهانوك استقلال كمبوديا. وخلافا الفيتنامية باو داي الإمبراطور، وكان سيهانوك الحرص على عدم تقديم تنازلات نفسه أكثر من اللازم بالتعاون مع اليابان. وعينت سون نجوك ثانه وزيرا للخارجية ورئيس وزراء كمبوديا وبعد استسلام اليابان. فرنسا استعادت تدريجيا السيطرة على المستعمره. اعتقل سون نجوك ثانه في أكتوبر تشرين الأول عام 1945. واستطاع سيهانوك الحفاظ على عرشه في المستعمرة الفرنسية.

## وفاته
أفادت وكالة شينخوا" الصينية يوم 15 أكتوبر/تشرين الأول، بأن ملك كمبوديا السابق نورودوم سيهانوك توفي عن عمر ناهز 90 عاما في العاصمة الصينية بكين حيث خضع للعلاج مرض السرطان.
هذا وأفادت وكالة «فرانس بريس» نقلا عن وسائل إعلام كمبودية بأن مراسم دفن الملك المتقاعد ستقام بعد ثلاثة أشهر على انتهاء الحداد العام الذي سيدوم لغاية 21 أكتوبر/تشرين الأول الجاري، وأن نعش الملك سيبقى مفتوحا للزيارة خلال هذه الفترة.
وطلب الملك السابق في وصيته بأن يحرق جثمانه وفقا للتقاليد البوذية ويوضع الرماد في وعاء ذهبي يدفن بالقرب من القصر الملكي في بنوم بنه.

## روابط خارجية
- نورودوم سيهانوك على موقع IMDb (الإنجليزية)
- نورودوم سيهانوك على موقع الموسوعة البريطانية (الإنجليزية)
- نورودوم سيهانوك على موقع مونزينجر (الألمانية)
- نورودوم سيهانوك على موقع ألو سيني (الفرنسية)
- نورودوم سيهانوك على موقع ميوزك برينز (الإنجليزية)
- نورودوم سيهانوك على موقع أول موفي (الإنجليزية)
- نورودوم سيهانوك على موقع إن إن دي بي (الإنجليزية)
- نورودوم سيهانوك على موقع ديسكوغز (الإنجليزية)
- نورودوم سيهانوك على موقع قاعدة بيانات الفيلم (الإنجليزية)
- نورودوم سيهانوك على موقع كينوبويسك (الروسية)